# Stopp (musikalbum)
Stopp är ett musikalbum med Trafik-Trolle. Albumet innehåller de två första Trolle-banden på en CD.

## Låtlista
1. Godda, godda, godda
2. Trolle är bäst
3. Sagan om de tre trollen Bruse
4. Trollena Bruses visa
5. Jönssons gård
6. Gnällpipan
7. Godda, godda, godda
8. Jag är galen (i kex)
9. Dum dum dum
10. Sagan om den stora stygga vargen och de tre små trollen
11. Vargen
12. Om du har någonting i huvudet